# Neacomys leilae
Neacomys leilae és una espècie de mamífer rosegador de la família dels cricètids. És endèmic de la Serralada de la Costa Central de Veneçuela, on viu a altituds d'entre 1.050 i 1.470 msnm. El seu hàbitat natural són diferents tipus de boscos humits i molt humits. Té una llargada de cap a gropa de 67-82 mm, la cua de 92-118 mm i un pes de 12,2-14,5 mm. Fou anomenat en honor de la mastòloga i catedràtica brasilera Leila Maria Pessôa. Com que fou descoberta fa poc, l'estat de conservació d'aquesta espècie encara no ha estat avaluat formalment.